# Francesco Del Grosso (militare)
Francesco Del Grosso (San Secondo Parmense, 18 settembre 1899 – Barracas, 22 luglio 1938) è stato un militare e pistard italiano.

## Biografia

### Primi anni
Prese parte alla prima guerra mondiale come sottotenente degli arditi del 157º Reggimento fanteria "Leoni di Liguria". Sul monte Corno si guadagno la prima croce di guerra al valor militare. Nell'ottobre 1921 si iscrisse al PNF e prese parte allo squadrismo e poi alla marcia su Roma. Inquadrato in seguito nella MVSN gli fu assegnato il grado di centurione. Fu poi promosso primo seniore della 74ª Legione CC.NN. "Taro".
Oltre che militare Del Grosso fu anche un valente ciclista, nel 1923 vinse il campionato italiano di velocità dilettanti. In virtù dei risultati conseguiti si guadagnò la partecipazione ai Giochi olimpici di Parigi del 1924 difendendo i colori dell'Italia sia nella gara dei 50 chilometri, sia nella gara di velocità dove si qualificò per le semifinali eliminato dalla futura medaglia d'argento Jacob Meijer, e nella cui classifica finale risultò ottavo. Tornato dai Giochi passò al professionismo dove corse sino al 1928 senza tuttavia raggiungere risultati di rilievo.
Con l'inizio della guerra d'Etiopia rinunciò alla promozione a 1º seniore per partire volontario per la guerra d'Etiopia con la 180ª Legione CC.NN. "Alessandro Farnese" di Parma prendendo parte alla battaglia di Passo Uarieu nel corso della quale fu decorato con un'altra croce di guerra.

### In Spagna
Nuovamente volontario nella guerra civile spagnola, assunse inizialmente il comando della bandera "Lupi" del 5º gruppo banderas inserito nella 2ª divisione CC. NN. "Fiamme nere".
Assunse in seguito il comando dell'824ª bandera "Tembien" e il 13 marzo 1937 all'inizio della battaglia di Guadalajara alla guida di un reparto autocarrato che procedeva in avanscoperta lungo la carrettera de Francia raggiunse nella notte il km 83º dove subì l'accerchiamento avversario presso Trijueque da parte della brigata comandata da Enrique Líster, la quale era appoggiata anche da mezzi corazzati sovietici. Del Grosso, nonostante le forti perdite (39 morti e 60 feriti) riuscì ad evitare lo sbandamento del proprio reparto e a ritirarsi portando in salvo i feriti.
Del Grosso fu decorato con la terza croce di guerra.
Ufficiale presso il 5º reggimento CC.NN., il 17 luglio 1938, presso Barracas, nelle fasi preparative della Battaglia dell'Ebro mentre si trovava presso la bandera "Lupi" fu ferito a morte da una mitragliatrice nemica. Morì cinque giorni dopo.
Nel corso della guerra civile spagnola Del Grosso fu inoltre decorato con due medaglie d'argento al valor militare e una di bronzo.